# Bang Khen
Bang Khen (tiếng Thái: บางเขน; IPA: [bāːŋ kʰěːn])Bang Khen là một quận của Bangkok, Thái Lan. Quận Bang Khen có diện tích km2, dân số là 177.062 người. Bang Khen giáp các quận huyện khác của Bangkok (từ phía bắc theo chiều kim đồng hồ): Sai Mai, Khlong Sam Wa, Khan Na Yao, Bueng Kum, Lat Phrao, Chatuchak, Lak Si, và Don Mueang.
Bang Khen được thành lập như một huyện (amphoe) của tỉnh Phra Nakhon vào năm 1897.
Năm 1972, các tỉnh Thon Buri và Phra Nakhon đã được hợ nhất và có tên chung là Krung Thep Maha Nakhon. Đơn vị hành chính trong phạm vi thủ đô đã được đổi tên thành huyện (Khẹt) và tiểu khu (khwaeng), thay thế huyện và xã tương ứng. Bang Khen do đó đã trở thành một huyện của tỉnh mới được kết hợp. Vào thời điểm đó, có 8 tiểu-huyện.
Bang Khen đã từng là một huyện rất lớn, nhưng đã được giảm đáng kể kích thước sau khi sửa đổi một số ranh giới huyện.
Trong năm 1989, phần phía tây và tây nam khu vực đã được tách ra để tạo ra Don Muang và Chatuchak, tương ứng.
Năm 1997, một phần phía bắc của Bang Khen được tách ra để tạo ra huyện Sai Mai, nhưng trong cùng một tổ chức lại, Bang Khen nhận được Moo 8-10 của phó huyện Chorakhe Bua từ huyện Lat Phrao.